# شمول معنایی
در زبان‌شناسی، در ساخت معنایی٬ شُمول معنایی (Hyponymy) رابطه‌ای است که بین عناصر واژگان خاص و عام برقرار است. شمول معنایی به حالتی اشاره دارد که معنای یک واژه (خاص) به طور کامل توسط یک واژه دیگر (عام) که معنای فراگیرتری دارد، پوشش داده شود؛ برای نمونه، معنای چای توسط معنای نوشیدنی پوشش داده می‌شود و معنای سرخ توسط معنای رنگ. 
در این نمونه‌ها واژه چای و سرخ واژه‌های زیرشمول hyponym و نوشیدنی و رنگ واژه‌های فراشمول hypernym نامیده می‌شوند. واژه‌هایی که تحت یک واژه کلی (بالاتر) قرار گرفته‌اند، واژه‌های هم‌شمول cohyponym نامیده می‌شوند؛ بنابراین، کلمه‌های اسب و سگ که هر دو تحت معنای حیوان قرار دارند، کلمه‌هایی هم‌شمول‌اند. واژه حیوان نیز در اینجا واژه‌ای فراشامل است.
گاه در ترجمه‌ها زمانی که واژه‌ای در زبان مبدأ برابر دقیقی در زبان مقصد ندارد، مترجمان از برابرهای معناشمول‌تری استفاده می‌کنند.
برخی کلمات و عبارت‌ها در ظاهر زیرشمول واژه دیگر به نظر می‌آیند ولی در اصل زیرشمول نیستند؛ برای نمونه، رئیس جمهور پیشین را نمی‌توان نوعی رئیس جمهور و زیرشمول آن لغت به‌شمار آورد؛ زیرا رئیس جمهور پیشین دیگر رئیس جمهور نیست.
چنانچه بین جمله‌ها رابطه شمول معنایی برقرار باشد، آن رابطه را «تضمن» می‌گوییم. 
دوست علی دیروز دو گل به ثمر رساند. 
مفهوم این جمله مفاهیم جمله‌های زیر را در بر می گیرد:
- علی یک دوست دارد.
- دوست علی فوتبال بازی می‌کند.
- دوست علی بازیکن خوبی است.